# Lince
Lince és un districte de la província de Lima al Perú. És part de la ciutat de Lima. Oficialment establert com a districte el 29 de maig de 1936, l'actual alcalde de Lince és Fortunato Príncipe.

## Geografia
El districte té una superfície de 3,03 km². El seu centre administratiu està situat 117 metres sobre el nivell del mar. Les tres seccions principals de Lince són la Cara Oest (també conegut com a Lobatón), la Cara Est (els dos costats estan separats per l'Avinguda Arenales), i San Eugenio, al sud-est de la Cara Est que mira a l'Autopista Paseo de la República.
De nord a Sud, Lince segueix la numeració de cuadres començada a Santa Beatriz de Lima i la seva paral·lela a Jesús María; tanmateix, hi ha unes quantes avingudes que no tenen un homòleg a Santa Beatriz, especialment a la Cara Est
Encara que no és massa conegut, Lince té una gran concentració d'arquitectura Art Déco, comparable en densitat i disseny a l'arquitectura Art Déco de la Platja del Sud de Miami, Florida, Estats Units. Molts d'aquests edificis d'Art Déco a Lince (que inclou cases, negocis, escoles, etc.), es mantenen bé i han tingut poques modificacions des del seu disseny original els últims anys 1930. L'àrea, tanmateix, no es considera encara com un districte de turisme ni com una àrea de conservació històrica.

### Límits
- Cap al nord: Jesús María i Lima
- A l'est: La Victoria
- Cap al sud: San Isidro
- Cap a l'oest: San Isidro i Jesús María

## Demografia
Segons una estimació del 2002 feta per l'INEI, el districte té 70.968 habitants i una densitat de població de 23.421,8 persones/km². El 1999 hi havia 16,907 cases al districte.